# Peter Williamson (kierowca)
Peter Williamson (ur. 4 marca 1938, zm. 21 kwietnia 2016 w Taree) – australijski kierowca wyścigowy.

## Biografia

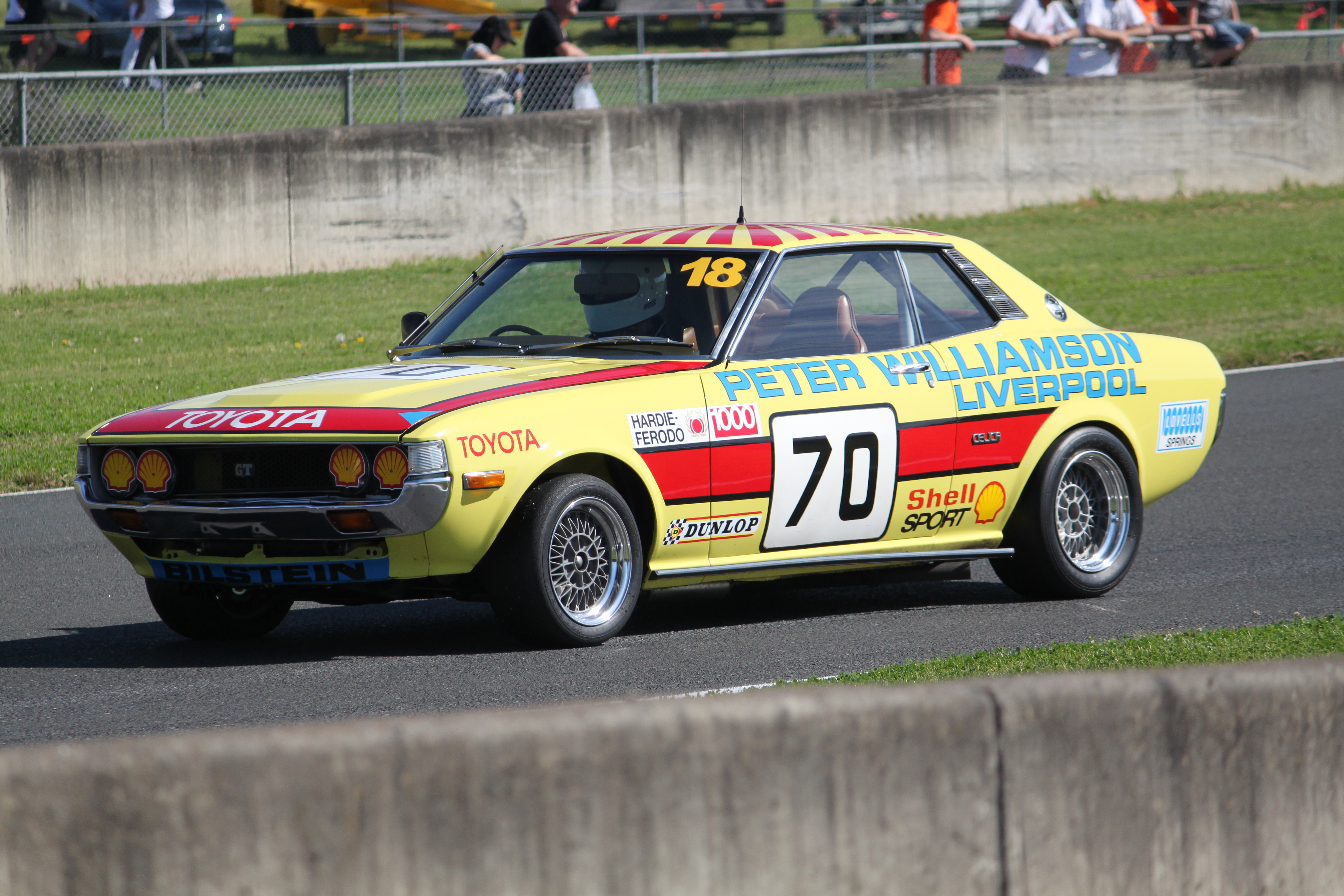
Toyota Celica Petera Williamsona

W 1962 roku zajął Fiatem 1500 trzecie miejsce w dywizji D Bathurst Six Hour Classic. W połowie lat 60. krótko ścigał się w Australian National Formula i Tasman Series. W połowie lat 70. zadebiutował w Australian Touring Car Championship. W 1977 roku rozpoczął ściganie się Toyotą Celiką.
W roku 1979 w swojej Toyocie zastosował wykorzystującą radiolinię technologię Racecam. Dzięki temu po raz pierwszy w historii światowych sportów motorowych widzowie obserwowali wyścig z wnętrza samochodu, z dodatkiem komentarza kierowcy.
W 1979 roku zajął czwarte miejsce w mistrzostwach Australii, zaś rok później – trzecie. W 1981 roku był ósmy. W latach 1983–1984 uczestniczył Tolemanem TA860 w Australian Drivers' Championship. Następnie uczestniczył w Australian Endurance Championship i Australian Touring Car Championship. Po 1987 roku zrezygnował ze ścigania i prowadził salon Toyoty.